# Ли Джэ Хун (актёр)
Ли Джэ Хун (кор. 이제훈; род. 4 июля 1984) — южнокорейский актёр. Он начал свою карьеру в независимых фильмах. После своего успеха в известном независимом фильме «Холодная ночь» (2011) он продолжил сниматься в коммерческих фильмах, таких как: «Линия фронта» (2011), «Введение в архитектуру» (2012), «Пак Ёль» (2017), «Я могу говорить» (2017) и телесериалах: «Сигнал» (2016), «Где приземляются звёзды?» (2018), «Таксист» (2021-2024) и «На пути к небесам» (2021). Лауреат двух крупнейших корейских премий «Голубой дракон» и «Большой колокол».

## Карьера

### 2006—2010: Начинания
Когда Ли Джэ Хун понял, что хочет стать актёром, он бросил факультет биотехнологий университета Корё и перевелся в школу драмы Корейского национального университета искусств. С 2006 по 2010 год Ли снялся более чем в 18 студенческих короткометражках и независимых фильмах, в частности, в квир-фильме о совершеннолетии «Лишь друзья?». Он также снялся в массовке в ряде коммерческих фильмов, включая эротический триллер «Слуга» и романтическую комедию «В поисках Мистера Судьбы».

### 2011—2012: Прорыв
Затем, в 2011 году, Ли совершил свой прорыв. Он получил восторженные отзывы за свою роль альфа-самца-манипулятора в захватывающем инди-фильме «Холодная ночь» и за роль зависимого от морфина командира военного отделения в высокобюджетном военном фильме «Линия фронта». Он приобрел широкую популярность за роль застенчивого студента колледжа, тоскующего по своей первой любви, в кассовом хите «Введение в архитектуру», и хотя телесериал «Король моды» был плохо принят, его роль молодого наследника чеболя в корейской индустрии моды еще раз продемонстрировала его многогранность как актёра.
Затем Ли снялся вместе с известным актером-ветераном Хан Сок Гю в комедийно-драматическом фильме «Мой Папаротти», в котором рассказывается об особых отношениях между членом школьной банды, мечтающим стать певцом, как покойный тенор Лучано Паваротти, и учителем музыки, который помогает ему осуществить свою мечту. Затем он снялся в фильме «Истребители духов», озвучил персонажа Джека Фроста в корейском релизе 3D-анимационного фильма «Хранители снов», и сыграл главную роль в криминальном триллере «Урок этики».

### 2012—н.в.: Возвращение к актёрской карьере после военной службы
Для своего проекта по возвращению после службы Ли выбрал «Тайную дверь», историческую драму о наследном принце Садо, который, по спорным причинам, был казнен голодной смертью своим отцом, королем Ёнджо; сериал воссоединил его с Хан Сок Гю. За этим последовал фильм режиссера Чо Сон Хи. фильм «Детектив Хон Гиль Дон», современный пересказ одноименного народного героя Хон Гиль Дона в роли частного детектива в 1990-х годах.
В 2016 году Ли снялся в фантастической криминальной драме tvN «Сигнал» вместе с Чо Джин Уном и Ким Хе Су, которая имела успех у критиков и прокате.
В 2017 году Ли снялся в фантастической романтической драме «Завтра с тобой» вместе с Шин Мин А, сыграв генерального директора компании по недвижимости, обладающего способностью путешествовать во времени. Затем он снялся в биографическом драматическом фильме «Пак Ёль» режиссера Ли Чжун Ика, сыграв персонажа Пак Ёля, самопровозглашенного анархиста и революционного активиста колониальной эпохи Японии. В том же году Ли снялся в фильме «Я могу говорить» в роли государственного служащего, который также преподает английский язык.
В 2018 году Ли снялся в мелодраме на тему аэропорта, «Где приземляются звёзды?» с Чхэ Су Бин. Ли и его коллега по фильму Чхэ Су Бин были назначены почетными послами международного аэропорта Инчхон.
В 2019 году Ли снялся в реалити-шоу «Путешественник» вместе с Рю Джун Ёлем, где две звезды наслаждаются туристическим отдыхом на Кубе. В том же году он присоединился к актёрскому составу фильма «Коллекционеры».
В 2020 году Ли снялся в антиутопическом боевике «Время охоты», который принес ему номинацию за лучшую мужскую роль на 56-й церемонии вручения премии «Пэксан». Он также снялся в фильме «Коллекционеры».
В 2021 году Ли присоединился к дораме канала SBS «Таксист», ставшей его возвращением на телевидение после того, как в 2020 году он в последний раз появился в сериале «Лига печи». Позже, в мае, Ли появился в сериале от Netflix «На пути к небесам». Ли основал «Company on» в июне 2021 года, после того как истек срок действия контракта с его бывшим агентством.
В 2022 году Ли организовал встречу с фанатами, которая состоялась на Central World Live в Бангкоке, Таиланд, 22 и 23 июня. Позже, в августе, было объявлено, что Ли проведет еще одну встречу с фанатами в мемориальном зале столетия Университета Енсе в Сеодэмун-гу, Сеул. Позже, в октябре, Ли вернулся на малые экраны, появившись в драме канала от SBS «Адвокат за тысячу вон».
В 2023 году Ли снялся во втором сезоне дорамы SBS «Таксист».

## Личная жизнь
25 октября 2012 года Ли поступил на обязательную военную службу в качестве сотрудника спецназа Сеульского столичного полицейского управления. Он был демобилизован 24 июля 2014 года.

## Благотворительность
6 марта 2022 года Ли пожертвовал 100 миллионов вон Ассоциации помощи пострадавшим от стихийных бедствий «Мост Надежды», чтобы помочь жертвам масштабного лесного пожара, который начался в Ульджине, Кенбук, и распространился на Самчхок, Канвондо.
В апреле 2023 года Ли пожертвовал в общей сложности 1 миллион вон в рамках викторины «Уличная викторина Ю» в фонд развития Корейской киноакадемии (KAFA).

## Фильмография

### Кино
| Год      | Название                 | Роль               | Примечания                     | Ист.   |
| -------- | ------------------------ | ------------------ | ------------------------------ | ------ |
| 2009     | Яма и маятник            | Ён Сан Тэ          |                                |        |
| 2010     | Влияние                  | Сунджон            | Интернет-фильм                 | [ 49 ] |
| 2010     | Слуга                    | Создатель ханбока  | Эпизодическая роль             |        |
| 2010     | В поисках Мистера Судьбы | У Хён              | Эпизодическая роль             |        |
| 2010     | Призрак                  | Kim Se-young       | Сегмент: «Tarot 3. The Unseen» |        |
| 2011     | Холодная ночь            | Ки Тэ              | Независимый фильм              |        |
| 2011     | Линия фронта             | Капитан Шин Иль Ен |                                |        |
| 2012     | Введение в архитектуру   | молодой Ли Сын Мин |                                |        |
| 2012     | Истребители духов        | Сук Хён            |                                |        |
| 2012     | Хранители снов           | Джек Фрост         | Озвучивание корейского дубляжа |        |
| 2013     | Урок этики               | Ким Чжон Хун       |                                |        |
| 2013     | Мой Папаротти            | Ли Чжан Хо         |                                |        |
| 2016     | Детектив Хон Гиль Дон    | Хон Гиль Дон       |                                |        |
| 2017     | Пак Ёль                  | Пак Ёль            |                                |        |
| 2017     | Я могу говорить          | Пак Мин Чжэ        |                                |        |
| 2020     | Время охоты              | Чжу Сок            | Netflix film                   |        |
| 2020     | Коллекционеры            | Кан Дон Гу         |                                |        |
| 2023     | Битва в проливе Норян    | молодой Кванхэ-гун | Специальное появление          | [ 50 ] |
| 2024     | Побег                    | Им Гю Нам          |                                | [ 51 ] |
| Big Deal | Чхве Ин-бом              |                    | [ 52 ]                         |        |

#### Короткометражное кино
| Год  | Название                           | Роль                     | Примечания           | Ист.                 |
| ---- | ---------------------------------- | ------------------------ | -------------------- | -------------------- |
| 2007 | Они живут по ночам                 | Private Shin             |                      |                      |
| 2007 | Плацебо                            |                          |                      |                      |
| 2008 | Ах, Чувак                          |                          |                      |                      |
| 2008 | Священный отпуск                   | Kang Young-woon          |                      |                      |
| 2009 | Лишь друзья?                       | Seok-i                   |                      |                      |
| 2009 | Language Life                      | Kyung-min                |                      |                      |
| 2009 | Когда наступит зима                |                          |                      |                      |
| 2010 | Мальдивский экспресс               | Eun-seok                 |                      |                      |
| 2010 | В Поле Моего Зрения Попала Собака  | Son/Twenty-something man |                      |                      |
| 2010 | Скучаю по общению                  | Male book designer       |                      |                      |
| 2013 | После того, как Я опоздал... Люблю | N/A                      | Помощник режиссера   |                      |
| 2021 | Unframed – Blue happiness          | Режиссер, сценарист      | Watcha original film | [ 53 ] [ 54 ] [ 55 ] |

### Телевидение
| Год      | Название                 | Роль                  | Примечания          | Ист.   |
| -------- | ------------------------ | --------------------- | ------------------- | ------ |
| 2010     | Три сестры               | Ким Ын Гук            |                     |        |
| 2012     | Король моды              | Чон Чжэ Хек           |                     |        |
| 2014     | Тайную дверь             | Наследный принц Садо  |                     |        |
| 2016     | Сигнал                   | Пак Хэ Ен             |                     |        |
| 2017     | Завтра с тобой           | Ю Со Чжун             |                     |        |
| 2018     | Где приземляются звёзды? | Ли Су Ен              |                     |        |
| 2020     | Лига печи                | Ли Джэ Хун            | камео (16-й эпизод) | [ 56 ] |
| 2021—н.в | Таксист                  | Ким До-ги             | 1-2 сезоны          | [ 38 ] |
| 2022     | Адвокат за тысячу вон    | Топ-звезда Ли Чжэ Хун | камео (6-й эпизод)  | [ 42 ] |
| 2024     | Старший инспектор 1958   | Пак Ён Хан            |                     | [ 57 ] |

### Веб-сериалы
| Год  | Название          | Примечания        | Ист.          |
| ---- | ----------------- | ----------------- | ------------- |
| 2021 | На пути к небесам |                   | [ 58 ]        |
| 2021 | Этаж              | аудио-фильм       | [ 59 ] [ 60 ] |
| 2023 | Казино            | камео (2-я часть) | [ 61 ] [ 62 ] |

### Документальное кино
| Год  | Название                      | Роль       | Ист.   |
| ---- | ----------------------------- | ---------- | ------ |
| 2018 | Земля: Один удивительный день | Рассказчик | [ 63 ] |
| 2019 | DMZ – Prologue                | Рассказчик | [ 64 ] |
| 2022 | Еще одна запись: Ли Чжэ Хун   | Он сам     | [ 65 ] |

### Телешоу
| Год  | Название                                  | Роль                    | Примечания                                     | Ист.   |
| ---- | ----------------------------------------- | ----------------------- | ---------------------------------------------- | ------ |
| 2019 | Путешественник                            | Член актёрского состава | с Рю Чжун Ель                                  |        |
| 2019 | 1919-2019, Воспоминания                   | Рассказчик              | Эпизод 7: «Ан Чунгын»                          | [ 66 ] |
| 2021 | SBS Special – Immortal Age                | Рассказчик              | Эпизод: Замороженный человек                   | [ 67 ] |
| 2021 | Ваш список желаний изменит будущее Земли! | Рассказчик              | Эпизод: октябрь 2050 года, письмо из будущего. | [ 68 ] |

### Ведущий
| Год  | Название              | Примечания                  | Ист. |
| ---- | --------------------- | --------------------------- | ---- |
| 2018 | 2018 SBS Drama Awards | с Шин Дон Юпом и Шин Хе Сон |      |

## Посол доброй воли
- 2016 Honorary Ambassador of Korean Academy of Film Arts (KAFA) by Korean Film Council[69]
- 2016 Honorary Ambassador of Korea National Police Agency's Human Rights[70]
- 2016 Honorary Ambassador of Oxfam Korea[71]
- 2017 Honorary Ambassador of Seoul Biennale of Architecture and Urbanism[72]

## Награды и номинации
| Награда | Год  | Категория                                                           | Работа                                           | Результат |
| --- | ---- | ------------------------------------------------------------------- | ------------------------------------------------ | --------- |
| Amnesty International Awards | 2017 | Special Award                                                       | Я могу говорить                                  | Победа    |
| APAN Star Awards | 2022 | Top Excellence Award — актёр в мини-сериалах                        | Таксист                                          | Номинация |
| Asian Academy Creative Awards | 2021 | Лучший актер в главной роли                                         | На пути к небесам                                | Победа    |
| Asia Contents Awards | 2021 | Лучшая мужская роль                                                 | На пути к небесам                                | Победа    |
| Азиатская кинопремия | 2012 | Лучшая мужская роль второго плана                                   | Линия фронта                                     | Номинация |
| Премия «Пэксан» | 2012 | Лучший новый актёр — кино                                           | Внедрение в архитектуру                          | Номинация |
| Премия «Пэксан» | 2020 | Лучшая мужская роль — кино                                          | Время охоты                                      | Номинация |
| Кинопремия «Голубой дракон» | 2011 | Лучший новый актёр                                                  | Холодная ночь                                    | Победа    |
| Телепремия «Голубой дракон» | 2022 | Лучшая мужская роль                                                 | На пути к небесам                                | Номинация |
| Bucheon International Fantastic Film Festival | 2012 | Fantasia Award                                                      | Внедрение в архитектуру                          | Победа    |
| Buil Film Awards | 2011 | Лучше всех одетый                                                   | Лучше всех одетый                                | Победа    |
| Buil Film Awards | 2011 | Лучший новый актер                                                  | Линия фронта                                     | Победа    |
| Buil Film Awards | 2017 | Лучшая мужская роль                                                 | Пак Ёль                                          | Номинация |
| Международный кинофестиваль в Пусане с Marie Claire Asia Star Awards | 2017 | Asia Star Award                                                     | Asia Star Award                                  | Победа    |
| Международный кинофестиваль в Пусане с Marie Claire Asia Star Awards | 2023 | Asia Star Award                                                     | Asia Star Award                                  | Победа    |
| CGV Arthouse Opening Ceremony | 2014 | Мемориальная доска восходящей звезде независимого кино              | Холодная ночь                                    | Победа    |
| Cine 21 Awards | 2011 | Лучший новый актер                                                  | Холодная ночь                                    | Победа    |
| CINE ICON: KT&G Actor / Actress Event | 2016 | ICON OF THE YEAR                                                    | Детектив Хон Гиль Дон                            | Победа    |
| Golden Cinema Film Festival | 2018 | Награда за популярность — актёр                                     | Я могу говорить                                  | Победа    |
| Кинопремия «Большой колокол» | 2011 | Лучший новый актер                                                  | Линия фронта                                     | Номинация |
| Кинопремия «Большой колокол» | 2011 | Лучший новый актер                                                  | Холодная ночь                                    | Победа    |
| Кинопремия «Большой колокол» | 2017 | Лучшая мужская роль                                                 | Пак Ёль                                          | Номинация |
| Jecheon International Music & Film Festival | 2014 | Лучший актёр в музыкальном фильме                                   | Мой Папаротти                                    | Победа    |
| KAFA 10th Anniversary Award | 2016 | Actor Special Merit Award                                           | Холодная ночь                                    | Победа    |
| Kino Lights Awards | 2021 | Актёр года (отечественный)                                          | Таксист и На пути к небесам                      | 3-е место |
| KOFRA Film Awards | 2012 | Лучшая мужская роль                                                 | Холодная ночь                                    | Победа    |
| Korean Association of Film Critics Awards | 2011 | Лучшая мужская роль                                                 | Линия фронта                                     | Победа    |
| Korean Culture and Entertainment Awards | 2011 | Лучшая мужская роль                                                 | Холодная ночь                                    | Победа    |
| Korea Film Actors Association | 2016 | Награда «Популярная звезда»                                         | Детектив Хон Гиль Дон                            | Победа    |
| Korea Youth Film Festival | 2017 | Гранд-приз                                                          | Пак Ёль                                          | Победа    |
| Mnet 20's Choice Awards | 2012 | 20's Male Movie Star                                                | Внедрение в архитектуру                          | Победа    |
| Resistance Film Festival in Korea | 2018 | Лучшая мужская роль                                                 | Пак Ёль и Я могу говорить                        | Победа    |
| SBS Drama Awards | 2014 | Top Excellence Award — лучшая мужская роль в драматическом сериале  | Тайная дверь                                     | Победа    |
| SBS Drama Awards | 2014 | Топ 10 звезд                                                        | Тайная дверь                                     | Победа    |
| SBS Drama Awards | 2018 | Top Excellence Award — актёр в дораме понедельник-вторник           | Где приземляются звёзды                          | Победа    |
| SBS Drama Awards | 2018 | Лучшая пара                                                         | Ли Чжэ хун с Чхве Су Бин Где приземляются звёзды | Номинация |
| SBS Drama Awards | 2021 | Гранд-приз (Дэсан)                                                  | Таксист                                          | Номинация |
| SBS Drama Awards | 2021 | Top Excellence Award — лучшая мужская роль в мини-сериале – фэнтези | Таксист                                          | Победа    |
| SBS Drama Awards | 2023 | Гранд-приз (Дэсан)                                                  | Таксист 2                                        | Победа    |
| SBS Drama Awards | 2023 | Top Excellence Award — лучшая мужская роль в в сезонной дораме      | Таксист 2                                        | Номинация |
| Seoul International Drama Awards | 2021 | Лучший корейский актёр                                              | Таксист                                          | Номинация |
| tvN10 Awards | 2016 | Лучшая мужская роль                                                 | Сигнал                                           | Номинация |
| tvN10 Awards | 2016 | PD's Choice Award, Drama                                            | Сигнал                                           | Победа    |
| Примечание: В случае, когда графы «Категория» и «Работа» объединены, означает лишь то, что награда вручается непосредственно самому Ли Джэ Хуну. Исключениями только являются номинации за «Лучшую пару». |      |                                                                     |                                                  |           |